# Naïka

Naïka (2023)

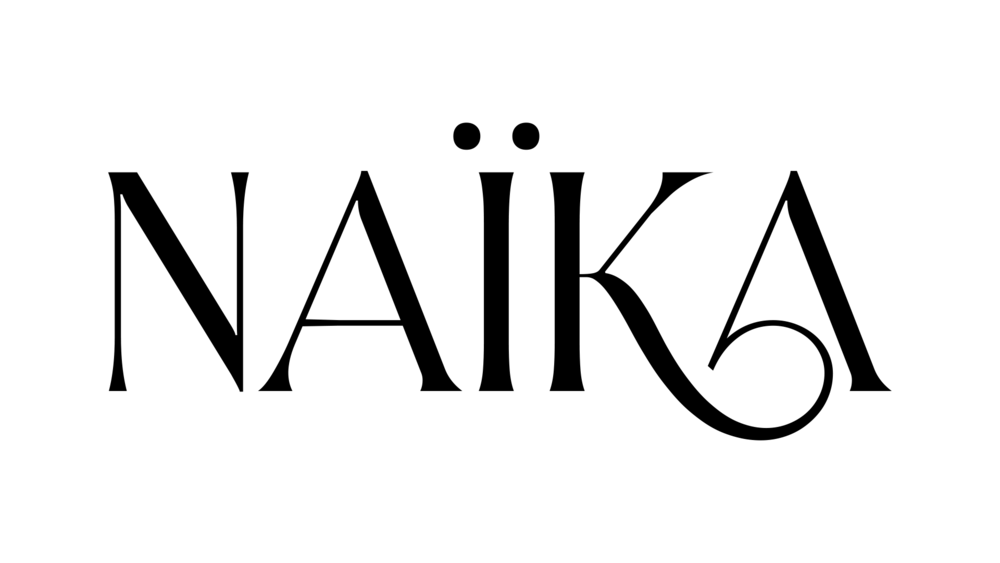
Naïkas Logo

Naïka (* 3. März 1998 in Miami, Florida als Victoria Naicka Richard) ist eine französisch-haitianisch-US-amerikanische Sängerin und Songwriterin. Ihre Musik ist geprägt von einer Mischung aus Pop, Soul und Weltmusik.

## Biografie
Naïka wurde in Miami als Tochter einer haitianischen Mutter und eines madagassischen Vaters geboren und verbrachte ihre Kindheit in Paris, Guadeloupe, Kenia, Südafrika und Vanuatu, bevor sie im Alter von 16 Jahren nach Miami zurückkehrte. In dieser Zeit entwickelte sie ihr musikalisches Interesse bereits in jungen Jahren. Aufgewachsen mit den Einflüssen europäischer, afrikanischer und karibischer Kulturen entwickelte sie ihren Musikstil.

## Musikalische Karriere
2015 belegte Naïka den zweiten Platz bei der BMI John Lennon Foundation Scholarship. Nach ihrem Schulabschluss studierte sie am Berklee College of Music in Boston Performance im Hauptfach. Während ihres ersten Studienjahrs wurde sie für eine Tour mit Grammy-Gewinner Michael Bolton ausgewählt und nahm an der NBC-Castingshow The Voice teil. Naïka bekam die Möglichkeit, an einem Meisterkurs der Songwriterin Kara DioGuardi teilzunehmen, aus dem ihre Debütsingle Ride hervorging. Nach ihrem Abschluss zog sie nach Los Angeles, um ihre Musikkarriere weiter zu verfolgen. Ihr 2017 erschienener Song Papa Gede (Bel Gason) wurde innerhalb von zwei Tagen 200.000 Mal angeklickt. Naïka ist bei Universal Music unter Vertrag. Sie singt auf Französisch, Kreolisch und Englisch. Naïka lebt und arbeitet in Los Angeles. Seit 2023 ist sie mit dem palästinensischen Rapper Saint Levant liiert.

## Diskografie

### Singles und EPs
- 2017: Papa Gèdè (Gel Bason)
- 2017: Ride
- 2017: Limbo
- 2018: Serpentine
- 2018: Oh Mama
- 2018: Blame
- 2018: Snowing in L.A.
- 2019: Deja Vu
- 2020: Enchanté
- 2020: Lost in Paradise EP, Pt. 1
- 2020: Head in the Clouds
- 2020: Water
- 2020: African Sun
- 2021: Sauce
- 2021: Lost in Paradise EP, Pt. 2
- 2021: Belle, Belle!
- 2021: Don’t Lie
- 2022: H2O
- 2022: My body, My choice
- 2022: Guava
- 2022: TRANSITIONS EP
- 2023: Milkman
- 2023: 1+1
- 2024: 6:45
- 2024: 1+1 (Acoustic)
- 2024: 6:45 (Acoustic)